# ...Il lungo cammino dei Raminghi
...Il lungo cammino dei Raminghi è l'unico album in studio del gruppo musicale Raminghi, pubblicato dalla Bentler.

## Il disco
L'album è pregno di influenze blues rock/beat che non tendono a definire l'album propriamente progressivo. Del disco ne fuoriesce un singolo, Come viviamo/Guarda tuo padre, che comprende tutto il lato B dell'album in vinile.
L'album ha subito due ristampe dalla Vinyl Magic: una in CD nel 2005 contenente due dischi, la ristampa originale e un live del 1975 (che contiene una versione di Non è Francesca di Battisti) e una in vinile nel 2015 con l'aggiunta di due tracce bonus.

## Tracce

### Edizione originale
1. Donna hai ragione tu
2. La nostra verità
3. Cose superate
4. Partire
5. Every Day Jesus
6. Non moriremo mai
7. Buio mondo nero e giallo
8. Guarda tuo padre

### Tracce bonus della ristampa in vinile (2015)
1. Express
2. Rendimi l'anima

## Formazione
- Franco Mussita (voce, basso)
- Angelo Santori (tastiere)
- Angelo Serighelli (chitarra)
- Romeo Cattaneo (batteria)